# Избыток инфракрасного излучения

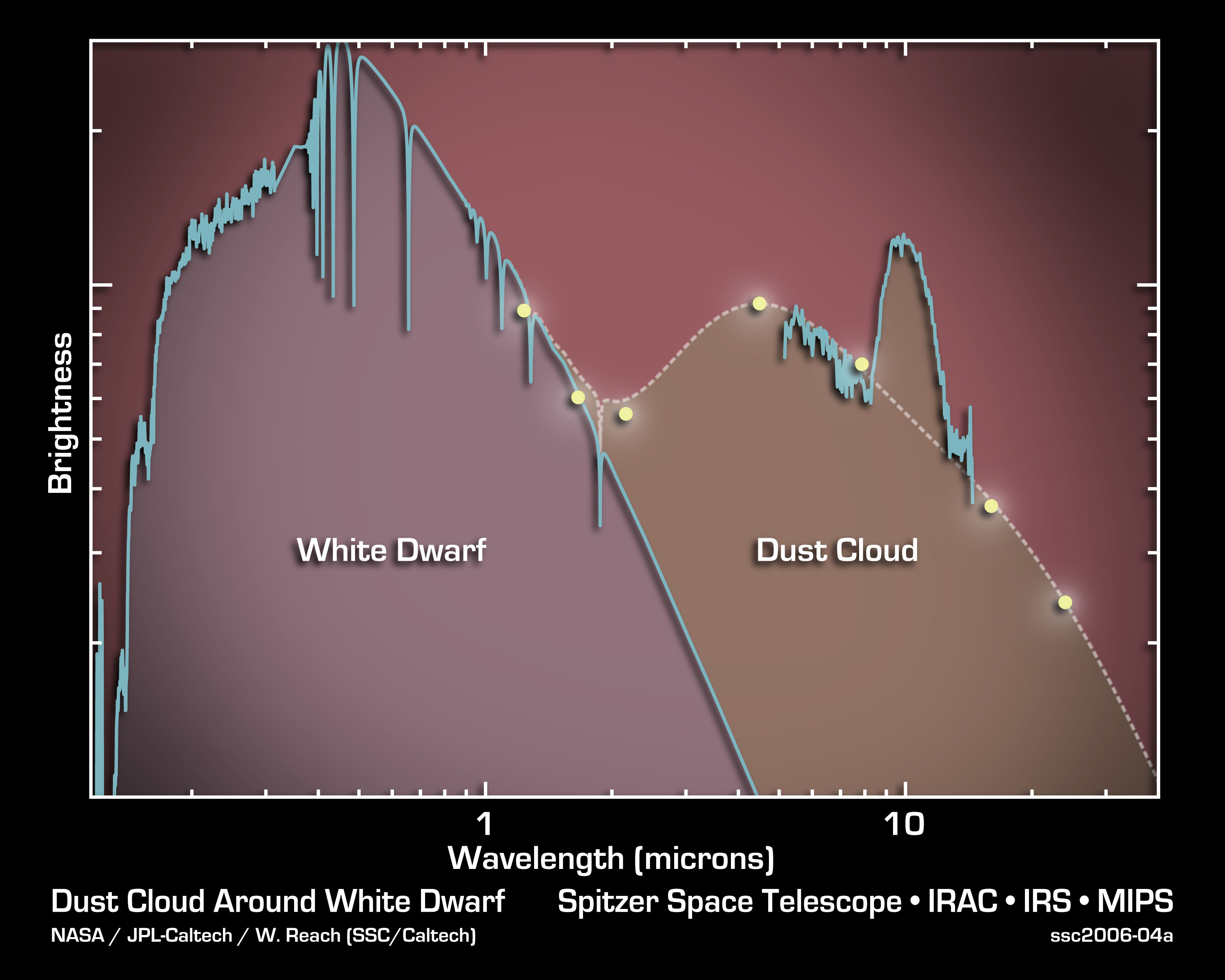
Спектр белого карлика G 29-38. Коричневое — избыток инфракрасного излучения на волнах длиннее 2 мкм, созданный околозвёздной пылью. Фиолетовая область — ожидаемый спектр той же звезды без пыли.

Избыток инфракрасного излучения — избыток в спектре объекта инфракрасного излучения по сравнению с долей этого излучения в спектре абсолютно черного тела. Избыток инфракрасного излучения был впервые обнаружен при измерениях спутника IRAS (1983 год) для многих объектов.

## Звезды с избытком инфракрасного излучения
Инфракрасный избыток часто является результатом присутствия кольца или оболочки околозвёздной пыли вокруг звезд и распространен у молодых звездных объектов и проэволюционировавших звёзд на асимптотической ветви гигантов или даже старше.
Инфракрасный избыток возникает из-за того, что свет звезды поглощается пылью и нагревает её до нескольких сотен кельвин. Пыль излучает в инфракрасном диапазоне и выдает наличие протопланетного диска у молодых объектов или остаточного диска у старых объектов. В некоторых случаях инфракрасный избыток может также указывать на присутствие красного карлика или коричневого карлика в неразрешимой двойной системе или испускался объектами на переднем плане или фоновыми объектами. Известные звезды с инфракрасным избытком — Вега, Эпсилон Эридана и Фомальгаут.
Мониторинг избыточного инфракрасного излучения от звездных систем может быть средством поиска крупномасштабных звёздных инженерных проектов гипотетической внеземной цивилизации, таких как сфера Дайсона.

## Галактики с избытком инфракрасного излучения

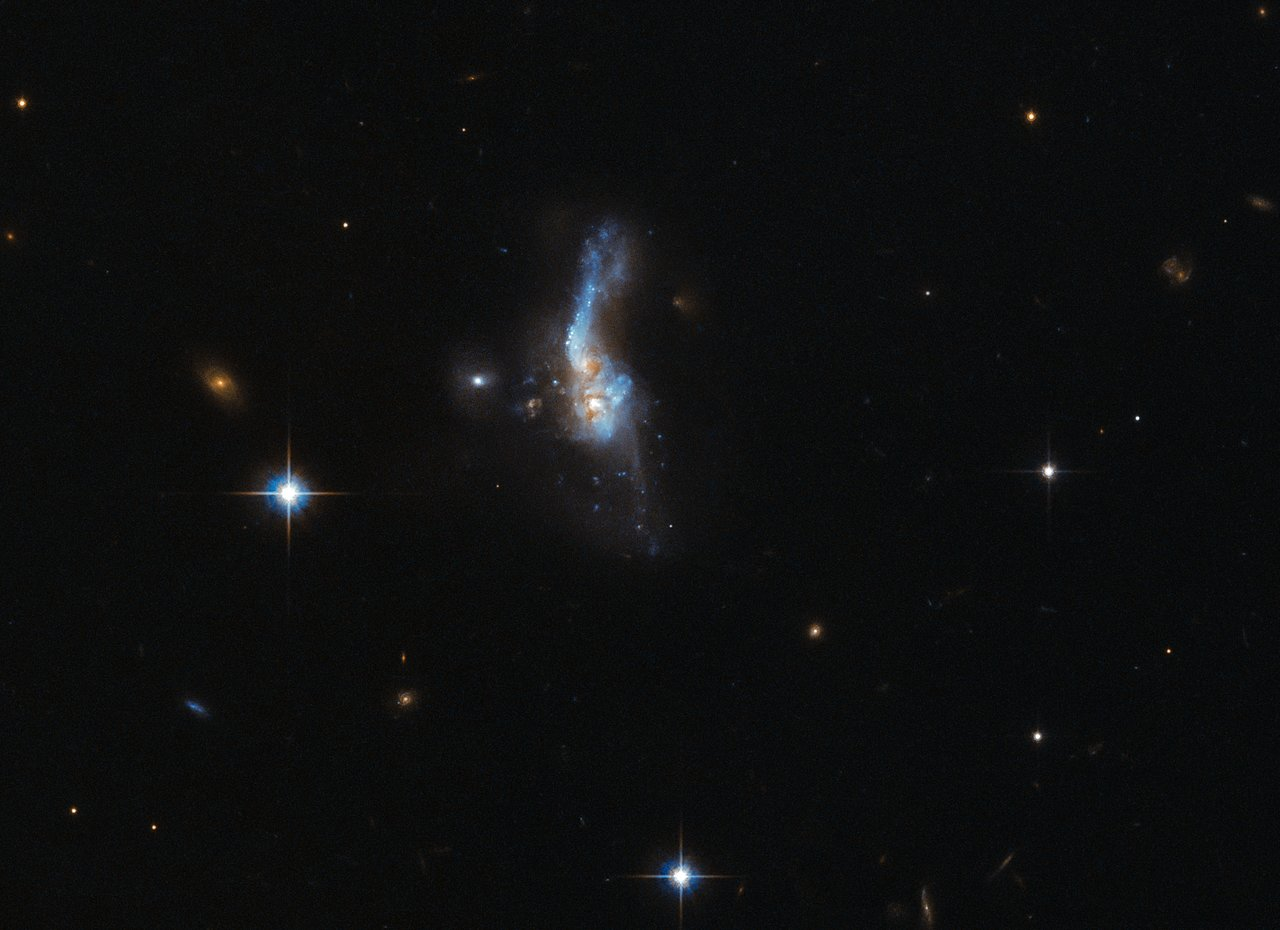
IRAS 14348-1447 — ультраяркая инфракрасная галактика на расстоянии около миллиарда световых лет

Галактики с избытком инфракрасного излучения называются яркими инфракрасными галактиками. Отличие инфракрасного избытка в звёздах состоит в том, что инфракрасное излучение в этих системах является доминирующим. Яркие инфракрасные галактики, вероятно, являются результатом слияния двух богатых газом и пылью спиральных галактик.